# 28 Aquarii
28 Aquarii, som är stjärnans Flamsteed-beteckning, är en ensam stjärna belägen i den norra delen av stjärnbilden Vattumannen. Den har en skenbar magnitud på 5,60  och är svagt synlig för blotta ögat där ljusföroreningar ej förekommer. Baserat på parallaxmätning inom Hipparcosuppdraget på ca 5,8 mas, beräknas den befinna sig på ett avstånd på ca 560 ljusår (ca 173 parsek) från solen. Den rör sig bort från solen med en heliocentrisk radiell hastighet på ca 8 km/s.

## Egenskaper
28 Aquarii är en orange till gul jättestjärna av spektralklass K2 III. Den har en massa som är ca 1,5 gånger större än solens massa, en radie, som är ca 28 gånger större än solens och utsänder från dess fotosfär ca 258 gånger mera energi än solen vid en effektiv temperatur av ca 4 400 K.